# Blue Feather
"Blue Feather" (Pena Azul em português) é uma canção de Theodore F. Morse e escrito por Jack Mahoney em 1909 de gênero popular. Na música o cantor expressa seu amor pela doce Blue Feather. No mesmo ano, foi a vez de Billy Murray e Ada Jones cantar a música.

## Refrão
My sweet Blue Feather we'll be together                          In stormy weather and bright sunshine;                             The hours are flying, my heart is crying                       Don't leave me sighing, Blue Feather, mine.

## Biobliografia
- Mahoney, Jack. (w.); Morse, Theodore F. (m.). "Blue Feather" (Partitura). Nova Iorque: Theodore Morse Music Co. (1909).